# Ctenomys rionegrensis
Туко-туко Ріо-Негро (Ctenomys rionegrensis) — вид гризунів родини тукотукових, що зустрічається в Аргентині в провінції Ентре-Ріос та в Уругваї в департаменті Ріо-Неґро. Поширення обмежується піщаними дюнами, які складають менше 10% площі ареалу.

## Загрози та охорона
Піщані дюни, в яких живе цей вид, були пріоритетними для розширення плантацій сосни та евкаліпта. Велика частка популяції була викорінена з цієї причини. Заходи задля збереження виду не вживаються.